# Gorje, Cerkno
Gorje este o localitate din comuna Cerkno, Slovenia, cu o populație de 82 de locuitori.